# Museum
Museum (latinisering af det græske museion: sted eller tempel dedikeret til muserne) er en permanent institution med almennyttigt formål (non-profit), der virker for samfundet og dets udvikling, er åben for offentligheden, og som forsker i, indsamler, bevarer, formidler og udstiller materielle vidnesbyrd om mennesket og dets omgivelser i studie-, uddannelses- og adspredelsesøjemed. 
Definitionen er formuleret i 2007 af International Council of Museums (ICOM), som er en komité under UNESCO. I dansk sammenhæng præciseres definitionen yderligere i Museumsloven, der i § 2 foreskriver, at museerne har til formål
- at virke for sikring af Danmarks kultur- og naturarv,
- at belyse kultur-, natur- og kunsthistorien,
- at udvikle samlinger og dokumentation inden for deres ansvarsområde,
- at gøre samlinger og dokumentation tilgængelig for offentligheden og
- at stille samlinger og dokumentation til rådighed for forskningen og udbrede kendskabet til forskningens resultater

De 7 statslige og 116 statsanerkendte museer i Danmark (januar 2010), der modtager statstilskud, er omfattet af museumsloven. Men derudover findes der er stort antal private, fonds- og foreningsejede museer, som ikke er omfattet af lovens forskrifter eller de formelle definitioner af, hvad et museum er.
Efter deres karakter falder museer i de tre hovedkategorier kunstmuseum, naturhistorisk og kulturhistorisk museum. Herunder kan de kulturhistoriske museer yderligere opdeles efter emnemæssigt indhold (teknisk museum, søfartsmuseum, landbrugsmuseum osv.).

## Museernes oprindelse
Museumsvæsnet opstår allerede i 1500-tallet. Et museum er på det tidlige tidspunkt et genstandsbibliotek med de udstillingsgenstande, som den lokale fyrste eller konge har fundet interessant at vise frem. Museerne er på dette tidspunkt elitære institutioner hvor samfundets elite fremviser deres magt gennem sjældne ting fra naturen, historien og andre eksotiske civilisationer. Den moderne museumsopfattelse som vi kender den opstår under nationalromantikken i midten af 1800-tallet. For Danmarks vedkommende startede det nationale museumsvæsen I 1670'erne hvor Det kongelige kunstkammer slog dørene op. Dette kunstkammer skulle senere blive til det som vi i dag kender som Nationalmuseet. 
I begyndelsen arbejdede man med to typer museer.
- Kunstkammeret = kunst og kulturgenstande
- Naturaliekabinettet = naturligt fremkommende genstande

## Museernes rolle

### Før
Museerne har siden kunstkammerets oprindelse i renæssancen haft en pædagogisk vinkel. At belære om kosmos i en lidt mindre format.
For Danmarks vedkommende fik de nationale strømninger i midten af 1800 tallet den betydning at museerne bliver essentielle for opbygningen af en nationalstat, der bland andet grundet nederlag i krigen i 1864 står med en identitetskrise. 
Man fandt i nationalromantikken en måde til at bruge den gyldne fortid til at slå folkets fællesskabsfølelse fast til en "fysisk" svækket nation. Som Hans Peter Holst sagde i 1872 "Hvad udad tabes skal indad vindes". 

### Nu
Museernes rolle har gennem det 20 århundrede ændrede sig fra at være identitetsskabende for nationen til at have andre ansvarsområder. Blandt andet med indførelsen af museumsloven i 1958 og den stigende professionalisering i 1970'erne og 1980'erne får museet en rolle af at være samfundsdannende. Det skal forstås således at museerne skal danne befolkningen til at være gode samfundsborgere.
Efter 1980'erne tager redefineringen af museerne fart, da der grundet i nye ideer blandt andet fra Frankrig, sammen med en øget internationalisering kommer fokus på museernes rolle i samfundet, da de i et internationalt samfund som sådan ikke kan være identitetsskabende i lige så høj grad som ved en suveræn nationalstat.

## Museumsloven
Museumsloven er noget relativt unikt for Danmark, da Danmark er det eneste land med en egentlig museumslov 
Museumsloven indeholder retningslinjer og lovstof om hvordan den danske kulturarv og naturarv for den sags skyld skal varetages. Den udspringer oprindeligt af provinsmuseernes modstand mod Nationalmuseets indblanding i deres virke. Nationalmuseet skulle dog stadig føre kontrol, og virke med konsulentbistand. Museumsloven således blev vedtaget i 1958 som kulminationen på en lang tids frustration og konflikt mellem provinsmuseerne og Nationalmuseet hvad angår beføjelser.
De fleste museer opstod i 1800-tallet som følge af private initiativer. 
Det er først i 1976 at der kommer egentlig system i den statslige støtte til kultur og kunsthistoriske museer.
I 2005 bliver der indskrevet i museumsloven fordelagtige ydelser for museer der fusionere. Det fordelagtige består i at de ikke bliver stillet dårligere end de
var før. Det vil sige at det nye museum får de to tidligeres støtte. 

### Museumloven
- I 1887 bliver der i Danmark dannet en museumsforening med henblik på en professionalisering af museumsarbejdet. Dette skulle gøres gennem oprettelsen af en overvågningsinstitution der skulle se til udgravning og bevaring af fortidsminder blev gjort korrekt. Et andet mål med oprettelsen af denne museumsforening er at sikre at museer kunne få adgang til statslige tilskud. Kulturministeriet udformede derefter en række betingelser der skulle opfyldes for at et museum kunne opnå statslig støtte.
- Først i 1976 blev reglerne om statstilskud for de kulturhistoriske museer og kunstmuseerne samlet i én lov. I 1984 blev alle museer ligestillet rent lovmæssigt under Kulturministeriet, hvilket tydeliggjorde at alle museer indgik i ét stort netværk der i fællesskab varetager den danske natur- og kulturarv.
- Lovens kapitel 8 præciserer at museerne skal sammenarbejde med de kommunale myndigheder når det gælder planlægning. I § 23 benyttes ordet væsentligt. KM og de statsanerkendte museer skal gennem samarbejde med lokale og fredningsmyndigheder virke for, at væsentlige bevaringsværdier sikres for eftertiden. For det første er væsentligt ikke specielt præcis. Der lægges op til et skøn for, hvordan definerer man hvad der er væsentligt og hvad der ikke er. Derudover skelnes der i denne paragraf heller ikke mellem arkæologi, natur og nyere tids kulturhistorie. §25, 26, 27 og 28 gør i realiteten loven til en lov om arkæologi.
- Loven beskæftiger sig reelt set hovedsageligt med de krav museerne skal opfylde for at kunne opnå statstilskud. Derudover angiver loven også nogle hovedregler for de statslige museer der er underlagt Kulturministeriet. Slutteligt omhandler loven også i vid udstrækning forvaltningen af de jordfaste fortidsminder. Museums loven gælder de statslige museer under Kulturministeriet samt de museer der er statsanerkendte der modtager tilskud efter loven.
- Derudover gælder museumsloven ikke for statslige museer der står udenfor Kulturministeriet eller for museer der ikke modtager statstilskud.
- Museumsloven indeholder også en formålsparagraf der opremser de fem søjler som museumsarbejdet hviler på.
- Museumsloven forvaltes af Kulturarvsstyrelsen, den nuværende Kulturstyrelse, der er en instans der er under Kulturministeriet. Kulturarvsstyrelsen blev oprettet i 2002 gennem sammenlægningen af Rigsarkivarembedet og Statens Museumsnævn. Denne styrelse skulle administrere de statslige driftstilskud til museerne.
- I museumsloven kapitel 6 fastslås det, at Kulturministeren kan statsanerkende et museum som tilskudsberettiget. Det betyder i realiteten at et museum ikke er garanteret statsstøtte. Derfor kan museer risikere at de må vente på at der i finansloven bliver flere penge til statstilskud til museer. Loven er også ministerfølsom, hvilket betyder at det er Kulturministeren der sidder med beføjelsen til at statsanerkendelse et museum, selvom ministeren bliver rådgivet Kulturarvsstyrelsen og Statens Museumsnævn.

## Eksterne links
- Wikimedia Commons har flere filer relateret til Museum